# Gabriel Ferrier (homme politique)
Gabriel Ferrier, né le 22 mai 1911 à Rodez et mort le 14 juin 1986 au Le Gua, est un homme politique français.

## Détail des fonctions et des mandats
Mandat parlementaire
- 20 décembre 1947 - 7 novembre 1948 : Conseiller de la République de la Seine